# ميلي آلكوك
ميلي آلكوك (بالإنجليزية: Milly Alcock) (مواليد 11 أبريل 2000) هي ممثلة أسترالية، قامت بدور رينيرا تارغيريان وهي صغيرة في مسلسل آل التنين.

## الأعمال

### مسلسلات
| السنة | العنوان     | الدور       |
| ----- | ----------- | ----------- |
| 2025  | صفير الرغبة | سيمون ديويت |

## روابط خارجية
- ميلي آلكوك على موقع IMDb (الإنجليزية)
- ميلي آلكوك على موقع ميتاكريتيك (الإنجليزية)
- ميلي آلكوك على موقع روتن توميتوز (الإنجليزية)
- ميلي آلكوك على موقع ألو سيني (الفرنسية)
- ميلي آلكوك على موقع قاعدة بيانات الفيلم (الإنجليزية)